# Малпензата (Леко)
Малпензата је насеље у Италији у округу Леко, региону Ломбардија.
Према процени из 2011. у насељу је живело 39 становника. Насеље се налази на надморској висини од 307 м.